# Tuyến nội tiết
Tuyến nội tiết là tuyến đổ vào máu một chất hóa học gọi là nội tiết tố, chất này được máu đưa đến các mô, cơ quan và có tác dụng lên các mô, các cơ đó. Tuyến không có ống tiết (ống dẫn), các tế bào tuyến đổ nội tiết tố trực tiếp vào máu, với lý do đó, nên tuyến có khá nhiều mạch máu. Vì các tuyến hormone cũng thải hormone ra máu nên cũng là tuyến nội tiết, gọi chung toàn thể là hệ nội tiết.

## Chức năng
Giúp điều hòa cơ thể
- Buồng trứng (phái nữ)
- Tuyến tiền liệt (phái nam)
- Vùng dưới đồi
- Rau thai